# Without You I'm Nothing (album de Placebo)
Pour les articles homonymes, voir Without You I'm Nothing.
Albums de Placebo
Placebo
(1996) Black Market Music
(2000)
Without You, I'm Nothing est le deuxième album de Placebo, sorti en 1998, et le premier enregistré avec le batteur Steve Hewitt. Le groupe y expérimente de nouvelles directions musicales tout en conservant une assise de rock alternatif. Il s'est classé dans le top 10 du classement des ventes d'albums au Royaume-Uni et en France et a obtenu de bonnes critiques.

## Historique
Premier album de Placebo enregistré avec Steve Hewitt en tant que batteur, Without You I'm Nothing (« Sans toi je ne suis rien ») a été enregistré dans les studios Real World de Bath, appartenant à Peter Gabriel, qui ont la particularité de se situer au milieu d'un étang. Il reprend les bases jetées deux ans plus tôt dans le premier album Placebo mais dans un tout autre contexte et dans un style moins punk, parfois plus pop et surtout plus alternatif. L'album, produit par Steve Osborne, est décrit par Brian Molko comme « une suite d'histoires d'amours qui finissent mal » et explore les relations adultes et leurs lots de déceptions amoureuses et d'addictions. Pure Morning examine les relations d'amitié hommes-femmes, et Without You I'm Nothing et You Don't Care About Us l'incapacité ou le refus de communiquer au sein du couple,. Burger Queen est une chanson autobiographique qui évoque l'adolescence de junkie gothique aux tendances homosexuelles passée par Brian Molko au Luxembourg.
Dans cet album, Placebo montre au public sa capacité à prendre des risques en sortant un premier single intitulé Pure Morning, à contrepied du style du premier album. Ce titre, avec l'utilisation d'une boucle de batterie, marque la première tentative du groupe dans la musique électronique. Par la suite, le groupe sort des singles variés allant de la pop rock de You Don't Care About Us, avec son intro évoquant The Cure dans Just Like Heaven, à la mélancolique et représentative chanson homonyme de l'album Without You I'm Nothing, en passant par la désormais célèbre Every You Every Me, qui a servi de bande son au film Sexe Intentions (1999). Après une longue plage de silence à la fin du dernier titre se trouve un morceau caché instrumental, Evil Dildo, sur lequel figurent des menaces téléphoniques laissées sur le répondeur de Brian Molko.
Cet album ouvre la période de glam rock que Stefan Olsdal et surtout Brian Molko vont insuffler au groupe, notamment à travers leur apparence sur scène à l'aide du maquillage et de tenues vestimentaires féminines. Lors d'une interview réalisée en 2001, Brian Molko a affirmé que, même s'il restait fier de cet album, il trouvait qu'il avait été « surproduit » et qu'il contenait « trop de chansons lentes pour un deuxième album ».

## Accueil critique
Parmi les critiques positives, Greg Prato, de AllMusic, lui donne 4 étoiles sur 5, évoquant un album « empli de références au glam rock des années 1970 et au punk » et mettant en avant « l'hymne tourbillonnant Pure Morning », le rapide Brick Shithouse, qui « mélange l'électro-rock des années 1990 au son de guitare de Sonic Youth », You Don't Care About Us, qui « démontre que Molko peut aisément recréer le timbre de guitare de J Mascis », et Scared of Girls et son « accompagnement de rock tribal ». Le magazine New Musical Express, lui donne la note de 8/10, notant que « la clarté et la puissance du son sont souvent à couper le souffle », notamment « la ligne de guitare hallucinée de Pure Morning », « le grondement de Allergic » et « la beauté mécanique de My Sweet Prince », et concluant que c'est « un album excitant, fait par des originaux et pour des originaux ». Pour Sarah Zupko, de PopMatters, qui lui donne la note de 7/10, les deux années de tournées « ont épuré le son du groupe et développé une nouvelle profondeur lyrique ». Christophe Conte, des Inrockuptibles, estime que l'album « ne possède pas la même détente automatique que son prédécesseur mais il voit plus loin et parle un langage moins codifié » et que « passé les premiers tics agaçants, ce côté opérette gothique qui assombrit artificiellement le tableau, Placebo a la bonne idée de passer en salle de démaquillage avant la fin du spectacle, se laissant glisser en queue d’album vers des rêveries privées d’emphase ». Béatrice Bessière, de Music Story, affirme que l'album « est sans conteste le chef-d’œuvre de Placebo » qui « oscille habilement entre ballades mélancoliques et morceaux très rythmés ». Et pour Gilles Verlant et Thomas Caussé, dans la Discothèque parfaite de l'odyssée du rock, l'album « regorge de chansons qui font le bonheur des programmateurs radio » et qui, « tour à tour apaisantes et grinçantes », sont de « véritables montagnes russes d'émotion ».
Du côté des critiques négatives, Michael Sandlin, de Pitchfork, lui donne la note de 5,1/10, estimant que « Molko écrit des chansons assez correctes mais simples et odieusement idiotes », critiquant particulièrement Pure Morning, « le titre le plus faible de l'album » et The Crawl, « une resucée flagrante de The Man Who Sold the World », mais notant que Brick Shithouse et You Don't Care About Us sont « des pas dans la bonne direction caractérisés par leurs riffs de guitare cinglants ».

## Liste des titres
Toutes les paroles sont écrites par Brian Molko (sauf indication), toute la musique est composée par Brian Molko, Stefan Olsdal et Steve Hewitt.
| Without You I'm Nothing | Without You I'm Nothing                | Without You I'm Nothing     | Without You I'm Nothing | Without You I'm Nothing | Without You I'm Nothing | Without You I'm Nothing | Without You I'm Nothing | Without You I'm Nothing | Without You I'm Nothing |
| No                      | Titre                                  | Paroles                     | Durée                   |                         |                         |                         |                         |                         |                         |
| ----------------------- | -------------------------------------- | --------------------------- | ----------------------- | ----------------------- | ----------------------- | ----------------------- | ----------------------- | ----------------------- | ----------------------- |
| 1.                      | Pure Morning                           |                             | 4:15                    |                         |                         |                         |                         |                         |                         |
| 2.                      | Brick Shithouse                        |                             | 3:18                    |                         |                         |                         |                         |                         |                         |
| 3.                      | You Don't Care About Us                |                             | 3:58                    |                         |                         |                         |                         |                         |                         |
| 4.                      | Ask for Answers                        |                             | 5:20                    |                         |                         |                         |                         |                         |                         |
| 5.                      | Without You I'm Nothing                |                             | 4:09                    |                         |                         |                         |                         |                         |                         |
| 6.                      | Allergic (To Thoughts of Mother Earth) |                             | 3:49                    |                         |                         |                         |                         |                         |                         |
| 7.                      | The Crawl                              |                             | 2:59                    |                         |                         |                         |                         |                         |                         |
| 8.                      | Every You Every Me                     | Brian Molko et Paul Campion | 3:34                    |                         |                         |                         |                         |                         |                         |
| 9.                      | My Sweet Prince                        |                             | 5:45                    |                         |                         |                         |                         |                         |                         |
| 10.                     | Summer's Gone                          |                             | 3:06                    |                         |                         |                         |                         |                         |                         |
| 11.                     | Scared of Girls                        |                             | 3:01                    |                         |                         |                         |                         |                         |                         |
| 12.                     | Burger Queen                           |                             | 6:11                    |                         |                         |                         |                         |                         |                         |
| 13.                     | Evil Dildo (piste cachée)              |                             | 7:52                    |                         |                         |                         |                         |                         |                         |
| 57:11                   |                                        |                             |                         |                         |                         |                         |                         |                         |                         |

## Classements et certifications
| Pays             | Positions |
| ---------------- | --------- |
| Allemagne        | 55        |
| Australie        | 14        |
| Autriche         | 43        |
| Belgique         | 26        |
| France           | 7         |
| Norvège          | 31        |
| Nouvelle-Zélande | 15        |
| Pays-Bas         | 65        |
| Royaume-Uni      | 7         |
| Suisse           | 95        |

| Pays             | Ventes    | Certifications |
| ---------------- | --------- | -------------- |
| Australie        | 70 000 +  | Platine        |
| Belgique         | 30 000 +  | Platine        |
| France           | 100 000 + | Or             |
| Nouvelle-Zélande | 7 500 +   | Or             |
| Royaume-Uni      | 300 000 + | Platine        |

## Singles
- Pure Morning (3 août 1998)
- You Don't Care About Us (28 septembre 1998)
- Every You Every Me (21 janvier 1999)
- Without You I’m Nothing (16 août 1999)
- Burger Queen (version en français et sortie uniquement en France, 22 novembre 1999)

Pure Morning, You Don’t Care About Us et Every You Every Me se sont classés respectivement aux 4e, 5e et 11e places du classement des ventes de singles au Royaume-Uni.